# AM-1
AM-1 är en klotformig stjärnhop i Pendeluret.